# Diễn đàn Hợp tác Đông Á-Mỹ Latinh
Diễn đàn hợp tác Đông Á-Mỹ Latinh (tiếng Tây Ban Nha: Foro de Cooperación Asia Oriental-América Latina) hoặc (viết tắt là FEALAC) là một diễn đàn khu vực liên lục địa gồm 36 quốc gia đến từ Đông Á, Đông Nam Á, châu Đại Dương và Mỹ Latinh. Diễn đàn được thành lập nhằm tạo ra một kênh đối thoại chính thức và thường xuyên giữa hai khu vực ngày càng có tầm ảnh hưởng trong nền kinh tế toàn cầu.

## Lịch sử hình thành
Đông Á và Mỹ Latinh đều là những khu vực đang phát triển, có tiềm lực kinh tế năng động và mang tính bổ trợ lẫn nhau về thương mại, đầu tư, công nghệ và nguồn lực con người. Tuy nhiên, trước thập niên 1990, hai khu vực này chưa có một cơ chế hợp tác chính thức, dù đều tham gia nhiều tổ chức đa phương.
Ý tưởng về việc thiết lập một cơ chế liên lục địa được Thủ tướng Singapore Ngô Tác Đống đề xuất vào năm 1998, trong bối cảnh toàn cầu hóa và xu thế hợp tác khu vực gia tăng sau Khủng hoảng Tài chính châu Á năm 1997. Cùng năm đó, cuộc họp đầu tiên cấp quan chức cấp cao của Diễn đàn được tổ chức tại Singapore, đánh dấu sự ra đời chính thức của FEALAC.

## Mục tiêu
FEALAC được thành lập với các mục tiêu chính:
- Tăng cường hiểu biết, đối thoại và hợp tác liên khu vực giữa Đông Á và Mỹ Latinh;
- Thúc đẩy thương mại, đầu tư, giáo dục, khoa học – công nghệ, văn hóa, du lịch và phát triển bền vững;
- Tạo nền tảng xây dựng lòng tin chính trị và quan hệ đối tác chiến lược giữa các quốc gia thành viên;
- Là cầu nối giữa các tổ chức khu vực khác như ASEAN, MERCOSUR, APEC và CELAC.

## Cơ cấu tổ chức
FEALAC không phải là một tổ chức quốc tế có tính ràng buộc pháp lý mà là diễn đàn đối thoại liên chính phủ, với:
- Hội nghị Bộ trưởng (tổ chức mỗi 2–3 năm);
- Hội nghị Quan chức cấp cao (SOM);
- Ban thư ký luân phiên giữa các quốc gia thành viên;
- Các nhóm công tác chuyên ngành về: Chính trị – an ninh, Kinh tế – xã hội, Giao lưu nhân dân, và Hợp tác phát triển.